# Leichtathletik-Weltmeisterschaften 1991
| Medaillenspiegel (Endstand nach 43 Entscheidungen) | Medaillenspiegel (Endstand nach 43 Entscheidungen) | Medaillenspiegel (Endstand nach 43 Entscheidungen) | Medaillenspiegel (Endstand nach 43 Entscheidungen) | Medaillenspiegel (Endstand nach 43 Entscheidungen) | Medaillenspiegel (Endstand nach 43 Entscheidungen) |
| Platz                                              | Land                                               | Gold                                               | Silber                                             | Bronze                                             | Gesamt                                             |
| -------------------------------------------------- | -------------------------------------------------- | -------------------------------------------------- | -------------------------------------------------- | -------------------------------------------------- | -------------------------------------------------- |
| 1                                                  | USA                                                | 10                                                 | 8                                                  | 8                                                  | 26                                                 |
| 2                                                  | UdSSR                                              | 9                                                  | 9                                                  | 11                                                 | 29                                                 |
| 3                                                  | Deutschland                                        | 5                                                  | 4                                                  | 8                                                  | 17                                                 |
| 4                                                  | Kenia                                              | 4                                                  | 3                                                  | 1                                                  | 8                                                  |
| 5                                                  | Großbritannien                                     | 2                                                  | 2                                                  | 3                                                  | 7                                                  |
| 6                                                  | Volksrepublik China                                | 2                                                  | 1                                                  | 1                                                  | 4                                                  |
| 7                                                  | Algerien                                           | 2                                                  | –                                                  | 1                                                  | 3                                                  |
| 8                                                  | Jamaika                                            | 1                                                  | 1                                                  | 3                                                  | 5                                                  |
| 9                                                  | Finnland                                           | 1                                                  | 1                                                  | 1                                                  | 3                                                  |
| 10                                                 | Frankreich                                         | 1                                                  | 1                                                  | –                                                  | 2                                                  |
| Vollständiger Medaillenspiegel                     |                                                    |                                                    |                                                    |                                                    |                                                    |

Die 3. Leichtathletik-Weltmeisterschaften fanden vom 23. August bis 1. September 1991 in der japanischen Hauptstadt Tokio statt. Die Wettbewerbe wurden mit Ausnahme des Gehens und der beide Marathonläufe im Olympiastadion ausgetragen.

## Wettbewerbe
Im Wettbewerbsangebot gab es keine Veränderungen gegenüber dem Programm bei den Weltmeisterschaften 1987.
Im Angebotskatalog für die Frauen gab es immer noch Defizite im Vergleich zu den Männer-Wettbewerben.
- Bereich Lauf:
  - Anstelle des 5000-Meter-Laufs wurde der 3000-Meter-Lauf ausgetragen.
  - Es fehlte noch der 3000-Meter-Hindernislauf, der erst 2005 ins Frauen-WM-Programm aufgenommen wurde.
- Bereich Gehen:
  - Anstelle des 20-km-Gehens wurde der Wettbewerb über die Distanz von zehn Kilometern ausgetragen. 1999 wurde die Streckenlänge auf die bei den Männern schon lange üblichen 20 Kilometer angehoben.
  - Es fehlte das 50-km-Gehen, das 2017 ins Frauen-WM-Programm aufgenommen wurde.
- Im Bereich Sprung fehlten im weiterhin Frauenprogramm zwei Disziplinen:
  - Stabhochsprung – ab 1999 im Frauen-WM-Programm
  - Dreisprung – ab 1995 im Frauen-WM-Programm
- Im Bereich Stoß/Wurf fehlte weiterhin eine Disziplin:
  - Hammerwurf – ab 1999 im Frauen-WM-Programm

## Sportliche Leistungen
Auch die dritte Austragung der Leichtathletik-Weltmeisterschaften war von einem hohen Leistungsniveau geprägt.
- Es gab drei Weltrekorde:
  - 100 Meter Männer – Carl Lewis (USA): 9,86 s
  - 4 × 100 m Männer – USA in der Besetzung Andre Cason, Leroy Burrell, Dennis Mitchell, Carl Lewis: 37,50 s
  - Weitsprung Männer – Mike Powell (USA): 8,95 m
- Es wurden neun Kontinentalrekorde aufgestellt:
  - 100 Meter Männer – Linford Christie (Großbritannien): Europarekord in 9,92 s
  - 100 Meter Männer – Frank Fredericks (Namibia): Afrikarekord in 9,95 s
  - 4 × 100 m Männer – Namibia in der Besetzung George Ogbeide, Olapade Adeniken, Victor Omagbemi, Davidson Ezinwa: Afrikarekord in 38,43 s
  - 4 × 400 m Männer – Großbritannien in der Besetzung Roger Black, Derek Redmond, John Regis, Kriss Akabusi: Europarekord in 2:57,53 min
  - 20-km-Gehen Männer – Li Mingcai (Volksrepublik China): Asienrekord in 1:21:15 h
  - 800 Meter Frauen – Letitia Vriesde (Surinam): Amerikarekord in 1:58,25 min
  - 3000 Meter Frauen – Susan Sirma (Kenia): Afrikarekord in 8:39,41 min
  - Diskuswurf Frauen – Daniela Costian (Australien): Ozeanienrekord in 66,06 m
  - Siebenkampf Frauen – Yasmina Azzizi (Algerien): Afrikarekord in 6392 P
- Außerdem waren sechs Landesrekorde zu verzeichnen:
  - 100 Meter Männer – Raymond Stewart (Jamaika): 9,96 s
  - 400 Meter Hürden Männer – Winthrop Graham (Jamaika): 47,74 s
  - 400 Meter Hürden Männer – Kriss Akabusi (Großbritannien): 47,86 s
  - Hochsprung Männer – Dalton Grant (Großbritannien): 2,36 m
  - 400 Meter Hürden Frauen – Sally Gunnell (Großbritannien): 53,16 s
  - Hochsprung Frauen – Heike Henkel (Deutschland): 2,05 m
- Darüber hinaus wurden dreizehn Weltmeisterschaftsrekorde in zehn Disziplinen egalisiert oder verbessert.

## Erfolgreichste Sportler
- Folgende Athleten errangen mindestens zwei Goldmedaillen:
  - Carl Lewis, (USA) – 2-mal Gold: 100 Meter, 4 × 100 m, außerdem Silber im Weitsprung
  - Katrin Krabbe (Deutschland) – 2-mal Gold: 100 Meter, 200 Meter, außerdem 2-mal Bronze; 4 × 100 m, 4 × 400 m
  - Tazzjana Ljadouskaja (Sowjetunion) – 2-mal Gold: 400 Meter Hürden, 4 × 400 m
- Folgende Weltmeister waren bereits bei vorangegangenen Weltmeisterschaften siegreich:
  - Carl Lewis, (USA) – 100 Meter: dritter Sieg in Folge / 4 × 100 m: dritter Sieg in Folge / Weitsprung: hier Zweiter, vormals zwei Siege
  - Greg Foster, (USA) – 110 Meter Hürden: dritter Sieg in Folge
  - Serhij Bubka, (Sowjetunion) – Stabhochsprung: dritter Sieg in Folge
  - Jackie Joyner-Kersee, (USA) – Weitsprung: zweiter Sieg in Folge, 1987 außerdem Gold im Siebenkampf
  - Olha Wladykina-Bryshina, (Sowjetunion) – hier Gold über 4 × 400 m, 1987 Gold über 400 Meter, 1987 außerdem Silber über 4 × 400 m
  - Billy Konchellah, (Kenia) – 800 Meter: zweiter Sieg in Folge
  - Maurizio Damilano, (Italien) – 20-km-Gehen: zweiter Sieg in Folge
  - Werner Günthör, (Schweiz) – Kugelstoßen: zweiter Sieg in Folge
  - Dennis Mitchell, (USA) – 4 × 100 m: zweiter Sieg in Folge

## Doping
Es gab drei nachträglich festgestellte Dopingfälle mit Disqualifikationen der betreffenden Sportler:
- Georg Andersen (Norwegen) – Kugelstoßen, zunächst Vierter. Er hatte im Juli 1991 eine Dopingkontrolle versäumt und wurde disqualifiziert.[2]
- Iryna Sljussar (Sowjetunion) – 100 Meter, im Halbfinale ausgeschieden. Sie hatte Strychnin eingesetzt und wurde für drei Monate gesperrt. Ihr Resultat bei diesen Weltmeisterschaften wurde ihr aberkannt.[3]
- Delisa Walton-Floyd (USA) – 800 Meter, im Halbfinale ausgeschieden. Sie hatte mit Amphetaminen gedopt und erhielt eine vierjährige Sperre. Ihr Resultat bei diesen Weltmeisterschaften wurde annulliert.[4]

## Resultate Männer

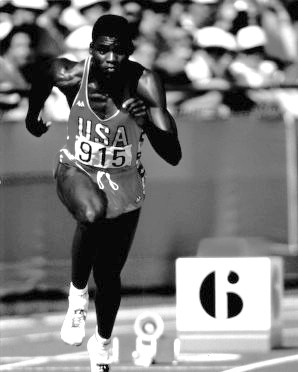
Carl Lewis mit einem weiteren Titel in seiner Sammlung – dazu mit Weltrekord

### 100 m

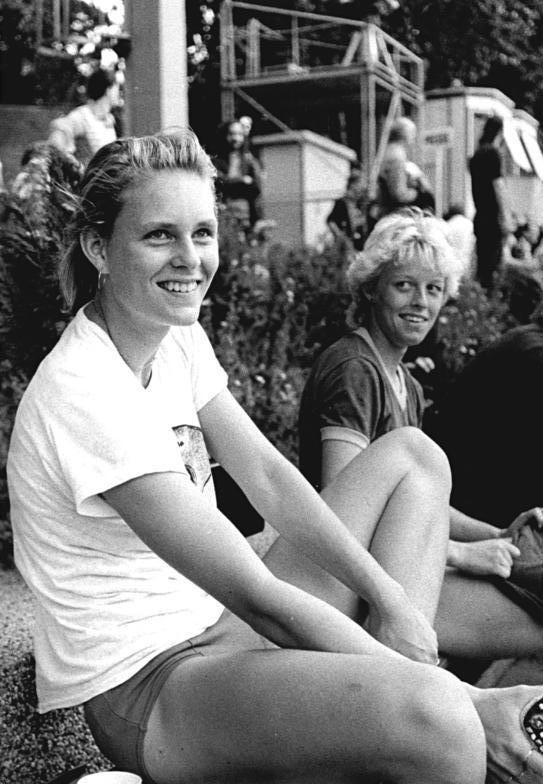
Katrin Krabbe – überraschende Sprint-Doppelsiegerin

| Platz | Athlet                  | Land | Zeit (s) |
| ----- | ----------------------- | ---- | -------- |
| 1     | Carl Lewis              | USA  | 09,86 WR |
| 2     | Leroy Burrell           | USA  | 09,88    |
| 3     | Dennis Mitchell         | USA  | 09,91    |
| 4     | Linford Christie        | GBR  | 09,92 ER |
| 5     | Frank Fredericks        | NAM  | 09,95 AF |
| 6     | Raymond Stewart         | JAM  | 09,96 NR |
| 7     | Robson Caetano da Silva | BRA  | 10,12    |
| 8     | Bruny Surin             | CAN  | 10,14    |

Finale: 25. August 1991, 19:05 Uhr
Wind: +1,2 m/s
Carl Lewis gewann hier nach 1983 und 1987 seinen dritten WM-Titel in Folge. Er hatte außerdem im Weitsprung zwei Siege (1983/1987) und einen zweiten Rang (1991) sowie drei Siege in Folge über 4 × 100 m zu verzeichnen

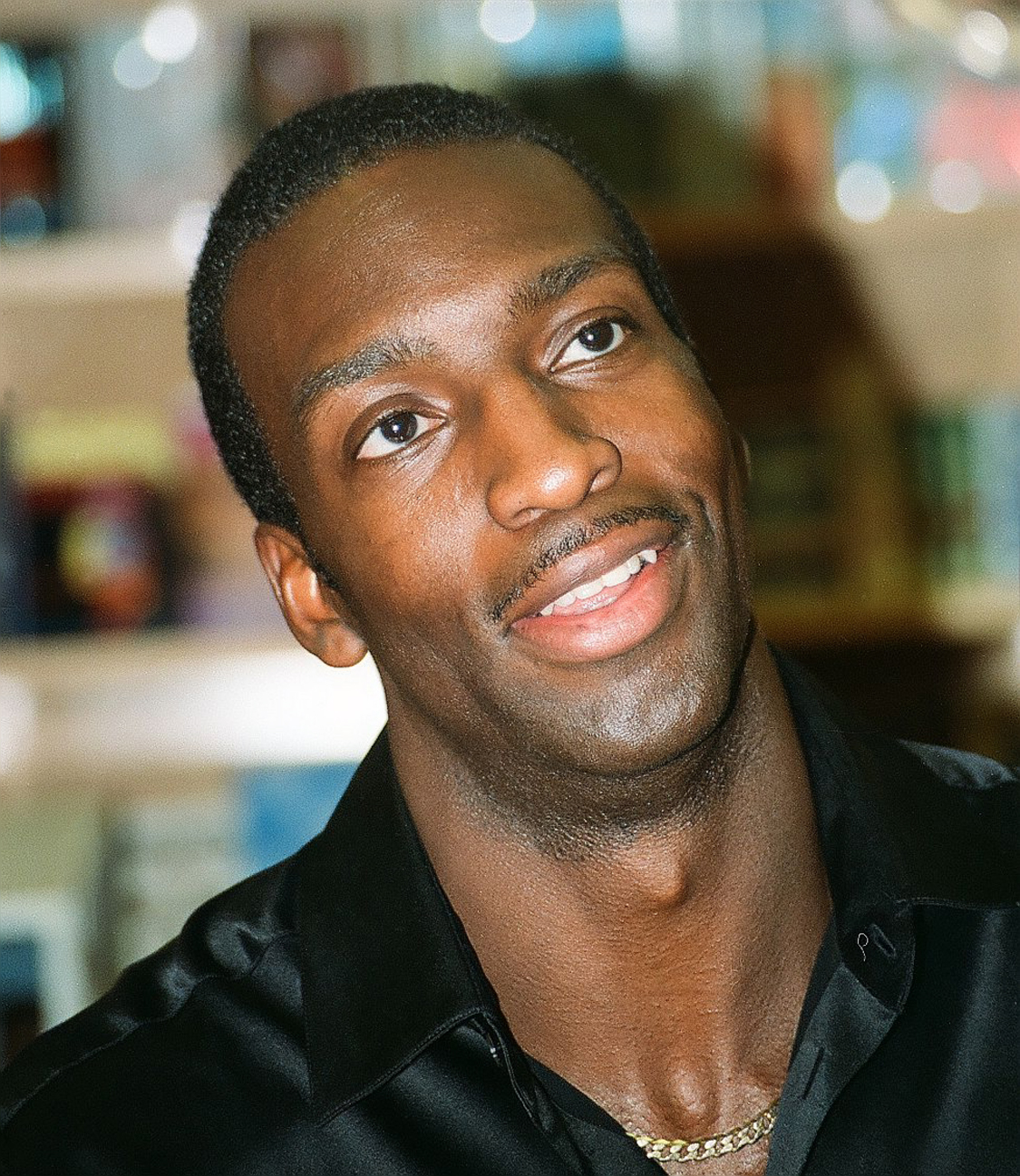
Michael Johnson errang seinen ersten bedeutenden Titel – in den kommenden Jahren beherrschte er den 200 und 400-Meter-Lauf

### 200 m

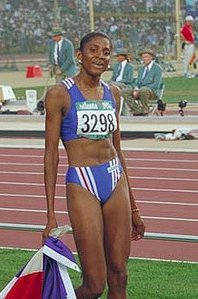
Weltmeisterin Marie-José Pérec

| Platz | Athlet                  | Land | Zeit (s) |
| ----- | ----------------------- | ---- | -------- |
| 1     | Michael Johnson         | USA  | 20,01 CR |
| 2     | Frank Fredericks        | NAM  | 20,34    |
| 3     | Atlee Mahorn            | CAN  | 20,49    |
| 4     | Robson Caetano da Silva | BRA  | 20,49    |
| 5     | Olapade Adeniken        | NGR  | 20,51    |
| 6     | Jean-Charles Trouabal   | FRA  | 20,58    |
| 7     | Nikolaj Antonow         | BUL  | 20,59    |
| 8     | Alexander Sokolow       | URS  | 20,78    |

Finale: 27. August, 19:10 Uhr
Wind: −3,4 m/s

### 400 m
| Platz | Athlet            | Land | Zeit (s) |
| ----- | ----------------- | ---- | -------- |
| 1     | Antonio Pettigrew | USA  | 44,57    |
| 2     | Roger Black       | GBR  | 44,62    |
| 3     | Danny Everett     | USA  | 44,63    |
| 4     | Roberto Hernández | CUB  | 44,86    |
| 5     | Andrew Valmon     | USA  | 45,09    |
| 6     | Ian Morris        | TRI  | 45,12    |
| 7     | Susumu Takano     | JPN  | 45,39    |
| 8     | Mark Garner       | AUS  | 45,47    |

Finale: 29. August, 20:40 Uhr

### 800 m
| Platz | Athlet            | Land | Zeit (min) |
| ----- | ----------------- | ---- | ---------- |
| 1     | Billy Konchellah  | KEN  | 1:43,99    |
| 2     | José Luíz Barbosa | BRA  | 1:44,24    |
| 3     | Mark Everett      | USA  | 1:44,67    |
| 4     | Paul Ereng        | KEN  | 1:44,75    |
| 5     | Piotr Piekarski   | POL  | 1:45,44    |
| 6     | Johnny Gray       | USA  | 1:45,67    |
| 7     | Andrei Sudnik     | URS  | 1:46,36    |
| 8     | Tomás de Teresa   | ESP  | 1:47,65    |

Finale: 27. August, 19:50 Uhr

### 1500 m
| Platz | Athlet             | Land | Zeit (min) |
| ----- | ------------------ | ---- | ---------- |
| 1     | Noureddine Morceli | ALG  | 3:32,84 CR |
| 2     | Wilfred Kirochi    | KEN  | 3:34,84    |
| 3     | Hauke Fuhlbrügge   | GER  | 3:35,28    |
| 4     | Jens-Peter Herold  | GER  | 3:35,37    |
| 5     | Fermín Cacho       | ESP  | 3:35,62    |
| 6     | Mário Silva        | POR  | 3:35,76    |
| 7     | David Kibet        | KEN  | 3:36,03    |
| 8     | Gennaro Di Napoli  | ITA  | 3:36,56    |

Finale: 1. September, 15:40 Uhr

### 5000 m
| Platz | Athlet          | Land | Zeit (min)  |
| ----- | --------------- | ---- | ----------- |
| 1     | Yobes Ondieki   | KEN  | 13:14,45 CR |
| 2     | Fita Bayisa     | ETH  | 13:16,64    |
| 3     | Brahim Boutayeb | MAR  | 13:22,70    |
| 4     | Dieter Baumann  | GER  | 13:28,67    |
| 5     | Domingos Castro | POR  | 13:28,88    |
| 6     | Khalid Skah     | MAR  | 13:32,90    |
| 7     | Risto Ulmala    | FIN  | 13:33,46    |
| 8     | Dionísio Castro | POR  | 13:35,39    |

Finale: 1. September, 17:10 Uhr

### 10.000 m
| Platz | Athlet              | Land | Zeit (min) |
| ----- | ------------------- | ---- | ---------- |
| 1     | Moses Tanui         | KEN  | 27:38,74   |
| 2     | Richard Chelimo     | KEN  | 27:39,41   |
| 3     | Khalid Skah         | MAR  | 27:41,74   |
| 4     | Thomas Osano        | KEN  | 27:53,66   |
| 5     | Richard Nerurkar    | GBR  | 27:57,14   |
| 6     | Aloÿs Nizigama      | BDI  | 28:03,03   |
| 7     | Mathias Ntawulikura | RWA  | 28:10,38   |
| 8     | Hammou Boutayeb     | MAR  | 28:12,77   |

Finale: 26. August, 20:10 Uhr

### Marathon
| Platz | Athlet            | Land | Zeit (h) |
| ----- | ----------------- | ---- | -------- |
| 1     | Hiromi Taniguchi  | JPN  | 2:14:57  |
| 2     | Ahmed Salah       | DJI  | 2:15:26  |
| 3     | Steve Spence      | USA  | 2:15:36  |
| 4     | Jan Huruk         | POL  | 2:15:47  |
| 5     | Shinohara Futoshi | JPN  | 2:15:52  |
| 6     | Salvatore Bettiol | ITA  | 2:15:58  |
| 7     | Maurilio Castillo | MEX  | 2:16:15  |
| 8     | Gelindo Bordin    | ITA  | 2:17:03  |

Datum: 1. September, 06:00 Uhr

### 110 m Hürden
| Platz | Athlet              | Land | Zeit (s) |
| ----- | ------------------- | ---- | -------- |
| 1     | Greg Foster         | USA  | 13,06 CR |
| 2     | Jack Pierce         | USA  | 13,06 CR |
| 3     | Tony Jarrett        | GBR  | 13,25    |
| 4     | Mark McKoy          | CAN  | 13,30    |
| 5     | Dan Philibert       | FRA  | 13,33    |
| 6     | Wladimir Schischkin | URS  | 13,39    |
| 7     | Florian Schwarthoff | GER  | 13,41    |
| 8     | Li Tong             | CHN  | 13,46    |

Finale: 29. August, 18:30 Uhr
Wind: +0,7 m/s
Greg Foster gewann hier nach 1983 und 1987 seinen dritten WM-Titel in Folge.

### 400 m Hürden
| Platz | Athlet            | Land | Zeit (s) |
| ----- | ----------------- | ---- | -------- |
| 1     | Samuel Matete     | ZAM  | 47,64    |
| 2     | Winthrop Graham   | JAM  | 47,74 NR |
| 3     | Kriss Akabusi     | GBR  | 47,86 NR |
| 4     | Kevin Young       | USA  | 48,01    |
| 5     | Danny Harris      | USA  | 48,46    |
| 6     | Derrick Adkins    | USA  | 49,28    |
| 7     | Erick Keter       | KEN  | 49,99    |
| 8     | Niklas Wallenlind | SWE  | 50,28    |

Finale: 27. August, 18:00 Uhr

### 3000 m Hindernis
| Platz | Athlet            | Land | Zeit (min) |
| ----- | ----------------- | ---- | ---------- |
| 1     | Moses Kiptanui    | KEN  | 8:12,59    |
| 2     | Patrick Sang      | KEN  | 8:13,44    |
| 3     | Azzedine Brahmi   | ALG  | 8:15,54    |
| 4     | Julius Kariuki    | KEN  | 8:16,81    |
| 5     | Brian Diemer      | USA  | 8:17,76    |
| 6     | Abdelaziz Sahere  | MAR  | 8:19,40    |
| 7     | Angelo Carosi     | ITA  | 8:20,80    |
| 8     | Francesco Panetta | ITA  | 8:26,79    |

Finale: 31. August, 19:20 Uhr

### 4 × 100 m Staffel
| Platz | Land           | Athleten | Zeit (s) |
| ----- | -------------- | --- | -------- |
| 1     | USA            | Andre Cason Leroy Burrell Dennis Mitchell Carl Lewis (Finale) im Vorlauf außerdem: Michael Marsh                     | 37,50 WR |
| 2     | Frankreich     | Max Morinière Daniel Sangouma Jean-Charles Trouabal Bruno Marie-Rose                                                 | 37,87    |
| 3     | Großbritannien | Tony Jarrett John Regis Darren Braithwaite Linford Christie                                                          | 38,09    |
| 4     | Nigeria        | George Ogbeide Olapade Adeniken Victor Omagbemi Davidson Ezinwa                                                      | 38,43 AF |
| 5     | Italien        | Mario Longo Ezio Madonia Sandro Floris Stefano Tilli                                                                 | 38,52    |
| 6     | Jamaika        | Dennis Mowatt (Finale) Raymond Stewart Michael Green John Mair im Vorlauf außerdem: Wayne Watson                     | 38,67    |
| 7     | UdSSR          | Wiktor Bryshin Alexander Sokolow Oleg Kramarenko Witali Sawin                                                        | 38,68    |
| 8     | Kanada         | Ben Johnson Mike Dwyer (Finale) Cyprian Enweani (Finale) Peter Ogilvie im Vorlauf außerdem: Atlee Mahorn Bruny Surin | 39,51    |

Finale: 1. September, 16:50 Uhr

### 4 × 400 m Staffel
| Platz | Land           | Athleten | Zeit (min) |
| ----- | -------------- | --- | ---------- |
| 1     | Großbritannien | Roger Black (Finale) Derek Redmond John Regis (Finale) Kriss Akabusi im Vorlauf außerdem: Ade Mafe Mark Richardson           | 2:57,53 ER |
| 2     | USA            | Andrew Valmon (Finale) Quincy Watts Danny Everett Antonio Pettigrew (Finale) im Vorlauf außerdem: Jeff Reynolds Mark Everett | 2:57,57    |
| 3     | Jamaika        | Patrick O’Connor Devon Morris Winthrop Graham (Finale) Seymour Fagan im Vorlauf außerdem: Howard Burnett                     | 3:00,10    |
| 4     | Jugoslawien    | Dejan Jovković Nenad Djurović Ismail Macev Slobodan Branković                                                                | 3:00,32    |
| 5     | Kenia          | Samson Kitur Simon Kemboi Charles Gitonga Simon Kipkemboi                                                                    | 3:00,34    |
| 6     | Deutschland    | Klaus Just Rico Lieder Norbert Dobeleit Jens Carlowitz                                                                       | 3:00,75    |
| 7     | Marokko        | Abdelali Kasbane Ali Dahane Bouchaib Belkaid Benyounès Lahlou                                                                | 3:04,49    |
| 8     | Kuba           | Agustín Pavó Héctor Herrera Jorge Valentín Lázaro Martínez                                                                   | 3:05,33    |

Finale: 1. September, 18:10 Uhr

### 20 km Gehen
| Platz | Athlet                 | Land | Zeit (h)   |
| ----- | ---------------------- | ---- | ---------- |
| 1     | Maurizio Damilano      | ITA  | 1:19:37 CR |
| 2     | Michail Schtschennikow | URS  | 1:19:46    |
| 3     | Jauhen Missjulja       | URS  | 1:20:22    |
| 4     | Giovanni De Benedictis | ITA  | 1:20:29    |
| 5     | Valentí Massana        | ESP  | 1:20:29    |
| 6     | Robert Ihly            | GER  | 1:20:52    |
| 7     | Walter Arena           | ITA  | 1:21:01    |
| 8     | Li Mingcai             | CHN  | 1:21:15 AS |

Datum: 24. August, 08:30 Uhr

### 50 km Gehen
| Platz | Athlet               | Land | Zeit (h) |
| ----- | -------------------- | ---- | -------- |
| 1     | Aljaksandr Pataschou | URS  | 3:53:09  |
| 2     | Andrei Perlow        | URS  | 3:53:09  |
| 3     | Hartwig Gauder       | GER  | 3:55:14  |
| 4     | Wytalyj Popowytsch   | URS  | 4:00:10  |
| 5     | Valentin Kononen     | FIN  | 4:02:34  |
| 6     | Giuseppe De Gaetano  | ITA  | 4:03:43  |
| 7     | Fumio Imamura        | JPN  | 4:06:07  |
| 8     | René Piller          | FRA  | 4:06:30  |

Datum: 31. August, 07:00 Uhr

### Hochsprung

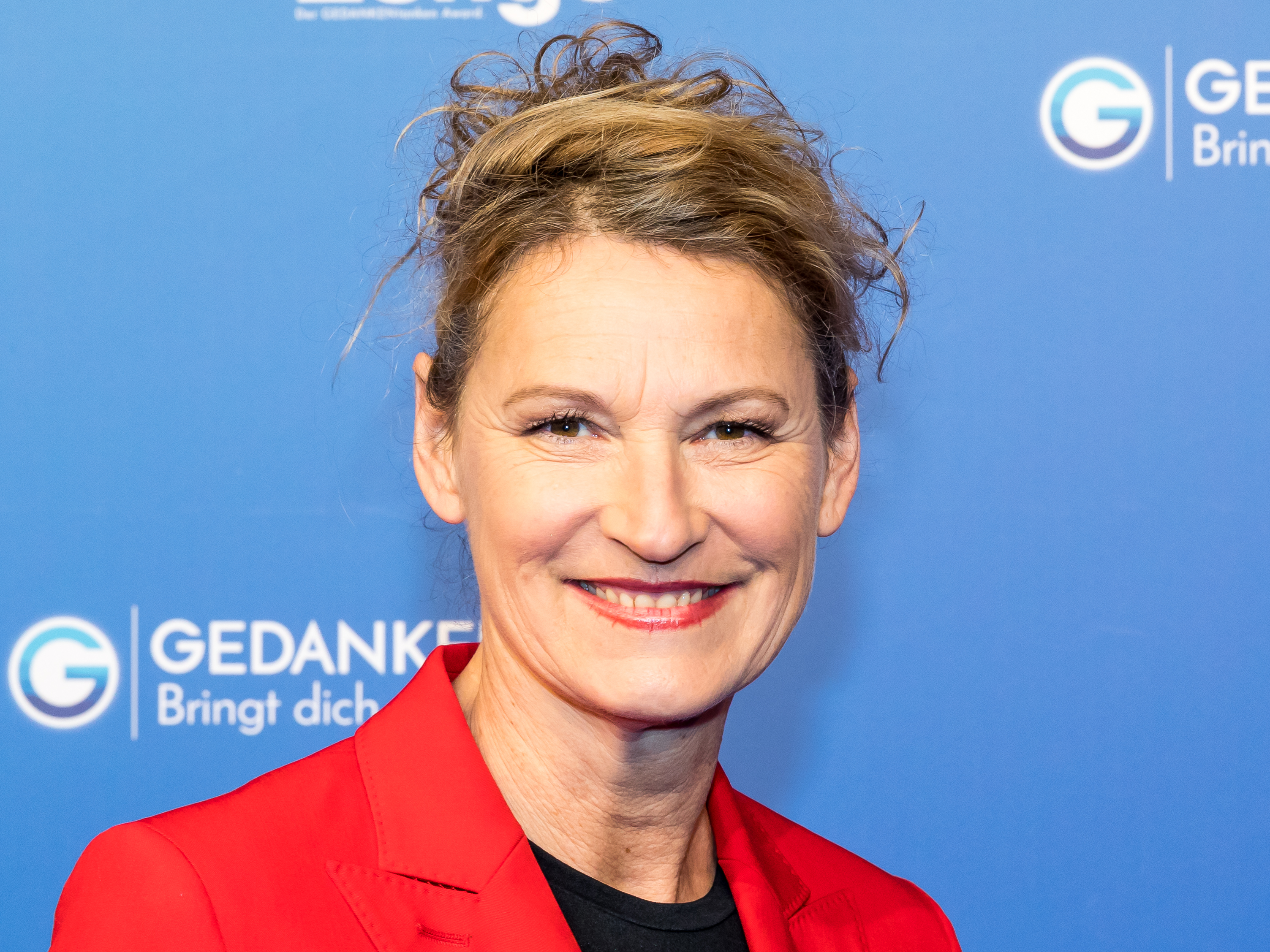
Heike Henkel (Foto: 2018) – im Vorjahr Europameisterin und nun Weltmeisterin

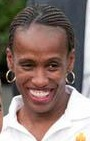
Jackie Joyner-Kersee (im Jahr 2011) – Weltmeisterin mit einer erneuten Toppleistung

| Platz | Athlet           | Land | Höhe (m) |
| ----- | ---------------- | ---- | -------- |
| 1     | Charles Austin   | USA  | 2,38 CRe |
| 2     | Javier Sotomayor | CUB  | 2,36     |
| 3     | Hollis Conway    | USA  | 2,36     |
| 4     | Dalton Grant     | GBR  | 2,36 NR  |
| 5     | Troy Kemp        | BAH  | 2,34     |
| 5     | Marino Drake     | CUB  | 2,34     |
| 7     | Patrik Sjöberg   | SWE  | 2,31     |
| 8     | Rick Noji        | USA  | 2,28     |

Finale: 1. September, 15:00 Uhr

### Stabhochsprung
| Platz | Athlet            | Land | Höhe (m) |
| ----- | ----------------- | ---- | -------- |
| 1     | Serhij Bubka      | URS  | 5,95 CR  |
| 2     | István Bagyula    | HUN  | 5,90     |
| 3     | Maxim Tarassow    | URS  | 5,85     |
| 4     | Rodion Gataullin  | URS  | 5,85     |
| 5     | Peter Widén       | SWE  | 5,75     |
| 6     | Tim Bright        | USA  | 5,75     |
| 7     | Hermann Fehringer | AUT  | 5,60     |
| 8     | Thierry Vigneron  | FRA  | 5,60     |

Finale: 29. August, 16:00 Uhr

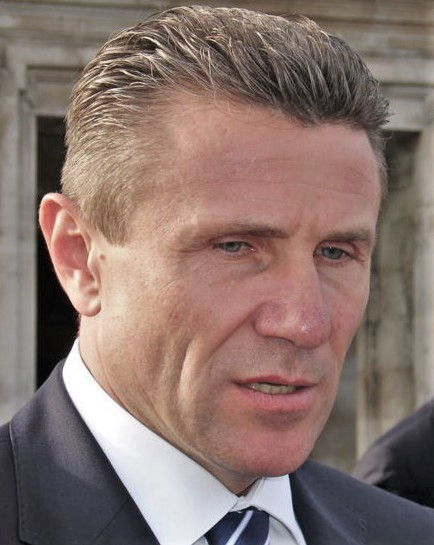
Erneut Weltmeister: Serhij Bubka (hier im Jahr 2007)

Serhij Bubka gewann hier nach 1983 und 1987 seinen dritten WM-Titel in Folge.

### Weitsprung
| Platz | Athlet               | Land | Weite (m) |
| ----- | -------------------- | ---- | --------- |
| 1     | Mike Powell          | USA  | 8,95 WR   |
| 2     | Carl Lewis           | USA  | 8,91      |
| 3     | Larry Myricks        | USA  | 8,42      |
| 4     | Dietmar Haaf         | GER  | 8,22      |
| 5     | Bogdan Tudor         | ROM  | 8,06      |
| 6     | David Culbert        | AUS  | 8,02      |
| 7     | Giovanni Evangelisti | ITA  | 8,01      |
| 8     | Wladimir Otschkan    | URS  | 7,99      |

Finale: 30. August, 17:30 Uhr

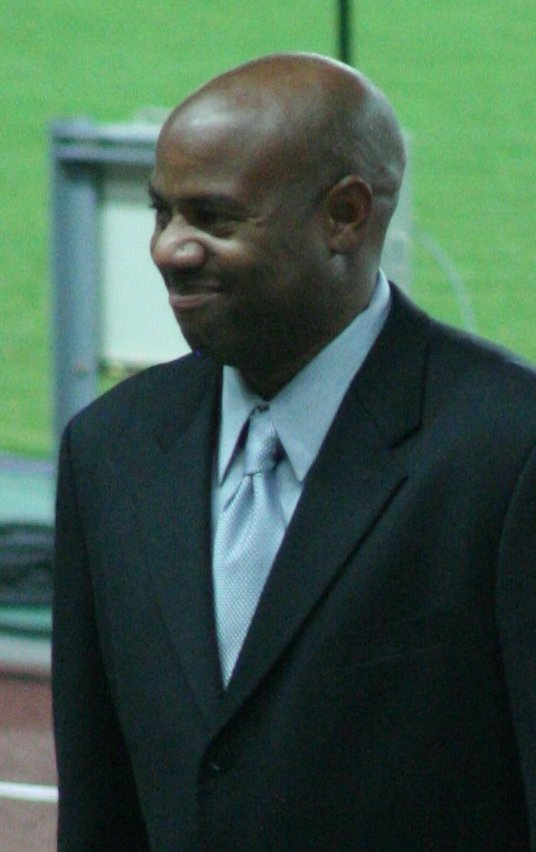
Mike Powell (Foto: 2007) – Sieger eines historischen Duells

Die beiden besten Springer dieses Tages steigerten sich in bis dahin ungekannte Leistungsbereiche. Der Wettbewerb bekam hier tatsächlich historische Dimensionen. Seit 1968 war Bob Beamons Weltrekord mit 8,90 m völlig unangetastet geblieben. Der seit vielen Jahren weltbeste Weitspringer Carl Lewis, der über 100 Meter bei diesen Weltmeisterschaften bereits Weltrekord gelaufen war, schaffte nun hier in Tokio das scheinbar Unmögliche und übertraf Beamons Weite – wenn auch mit zu starker Windunterstützung. Aber trotz dieser Meisterleistung gewann Lewis diesen Wettbewerb nicht. Mit Mike Powell sprang ein Konkurrent noch weiter, stellte mit 8,95 m einen neuen Weltrekord auf und wurde Weltmeister. Das änderte allerdings nichts daran, dass Lewis, der 1984 und 1988 bereits zweimal Weitsprungolympiasieger war, auch bei den beiden kommenden Olympischen Spielen 1992 und 1996 unter anderem jeweils die Weitsprung-Goldmedaille gewann und damit vierfacher Weitsprungolympiasieger wurde.

### Dreisprung
| Platz | Athlet              | Land | Weite (m) |
| ----- | ------------------- | ---- | --------- |
| 1     | Kenny Harrison      | USA  | 17,78     |
| 2     | Leonid Woloschin    | URS  | 17,75     |
| 3     | Mike Conley Sr.     | USA  | 17,62     |
| 4     | Wassili Sokow       | URS  | 17,28     |
| 5     | Tord Henriksson     | SWE  | 17,12     |
| 6     | Brian Wellman       | BER  | 16,98     |
| 7     | Yoelbi Quesada      | CUB  | 16,94     |
| 8     | Georges Sainte-Rose | FRA  | 16,92     |

Finale: 26. August, 16:40 Uhr

### Kugelstoßen
| Platz | Athlet             | Land | Weite (m) |
| ----- | ------------------ | ---- | --------- |
| 1     | Werner Günthör     | SUI  | 21,67     |
| 2     | Lars Arvid Nilsen  | NOR  | 20,75     |
| 3     | Oleksandr Klymenko | URS  | 20,34     |
| 4     | Oliver-Sven Buder  | GER  | 20,10     |
| 5     | Sergei Nikolajew   | URS  | 19,98     |
| 6     | Kent Larsson       | SWE  | 19,92     |
| 7     | Dragan Perić       | YUG  | 19,83     |
| 8     | Ron Backes         | USA  | 19,34     |

Finale: 31. August, 18:30 Uhr
In diesem Wettbewerb gab es einen Dopingfall:

Der Norweger Georg Andersen, der mit 20,81 m ursprünglich den zweiten Platz belegt hatte, wurde nach dem Versäumen einer Dopingkontrolle im Juli 1991 disqualifiziert.
Auch sein Landsmann Lars Arvid Nilsen, der nun offizieller Zweiter war und auch blieb, war vorher bereits einmal wegen Dopingmissbrauchs disqualifiziert worden und erhielt nach einem weiteren Dopingverstoß 1992 eine lebenslange Sperre.

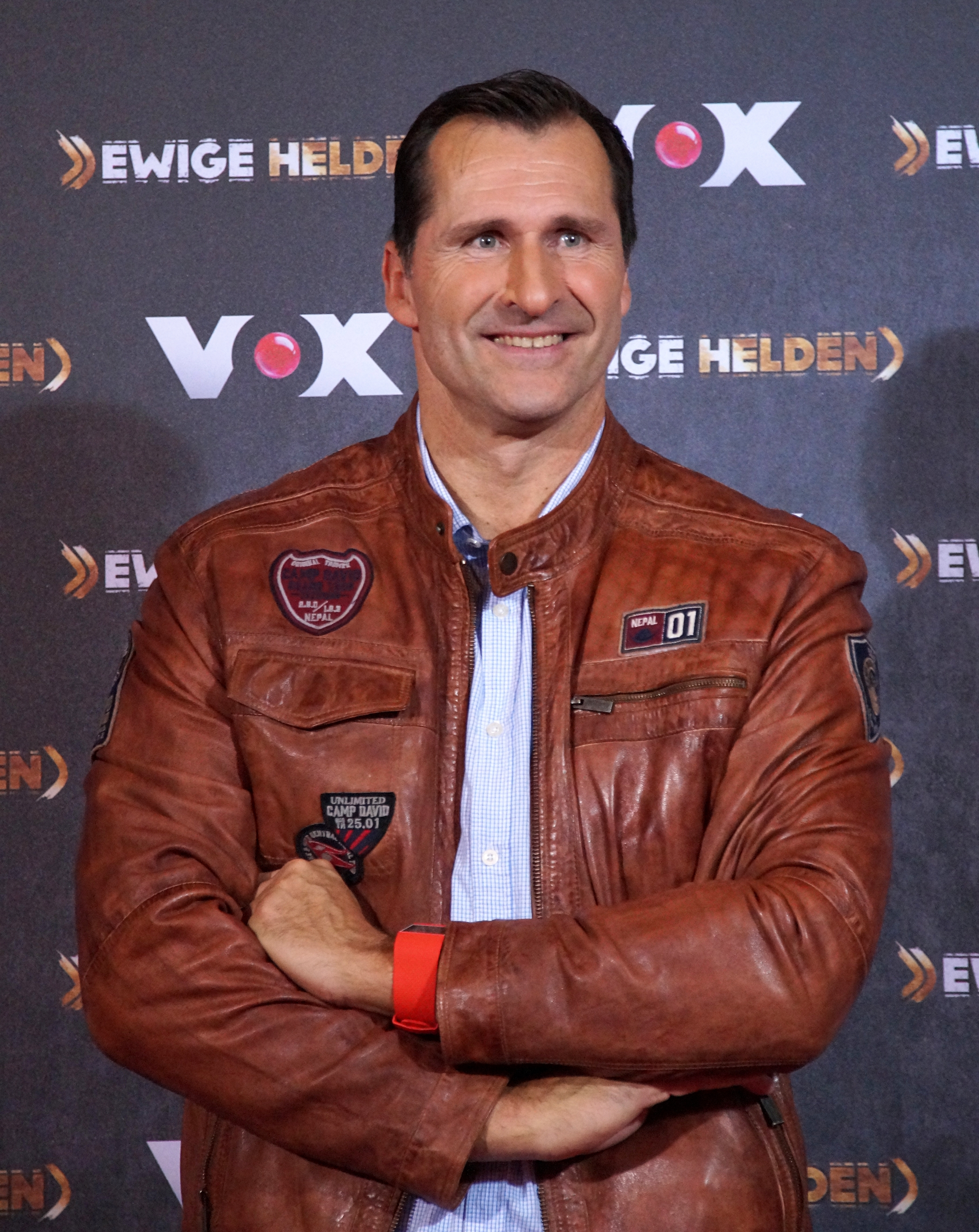
Lars Riedel (im Jahr 2015) mit seinem ersten großen Erfolg, dem viele weitere folgen sollten

### Diskuswurf
| Platz | Athlet               | Land | Weite (m) |
| ----- | -------------------- | ---- | --------- |
| 1     | Lars Riedel          | GER  | 66,20     |
| 2     | Erik de Bruin        | NED  | 65,82     |
| 3     | Attila Horváth       | HUN  | 65,32     |
| 4     | Wolfgang Schmidt     | GER  | 64,76     |
| 5     | Mike Buncic          | USA  | 64,20     |
| 6     | Jürgen Schult        | GER  | 63,12     |
| 7     | Dmitri Schewtschenko | URS  | 62,90     |
| 8     | Roberto Moya         | CUB  | 61,44     |

Finale: 27. August, 19:00 Uhr

### Hammerwurf
| Platz | Athlet             | Land | Weite (m) |
| ----- | ------------------ | ---- | --------- |
| 1     | Jurij Sjedych      | URS  | 81,70     |
| 2     | Ihar Astapkowitsch | URS  | 80,94     |
| 3     | Heinz Weis         | GER  | 80,44     |
| 4     | Tibor Gécsek       | HUN  | 78,98     |
| 5     | Andrei Abduwalijew | URS  | 78,30     |
| 6     | Walter Ciofani     | FRA  | 76,48     |
| 7     | Ken Flax           | USA  | 75,98     |
| 8     | Raphaël Piolanti   | FRA  | 73,64     |

Finale: 25. August, 15:00 Uhr

### Speerwurf
| Platz | Athlet                  | Land | Weite (m) |
| ----- | ----------------------- | ---- | --------- |
| 1     | Kimmo Kinnunen          | FIN  | 90,82 CR  |
| 2     | Seppo Räty              | FIN  | 88,12     |
| 3     | Uladsimir Sassimowitsch | URS  | 87,08     |
| 4     | Gavin Lovegrove         | NZL  | 84,24     |
| 5     | Mick Hill               | GBR  | 84,12     |
| 6     | Sigurður Einarsson      | ISL  | 83,46     |
| 7     | Dag Wennlund            | SWE  | 81,14     |
| 8     | Patrik Bodén            | SWE  | 78,58     |

Finale: 26. August, 18:10 Uhr

### Zehnkampf

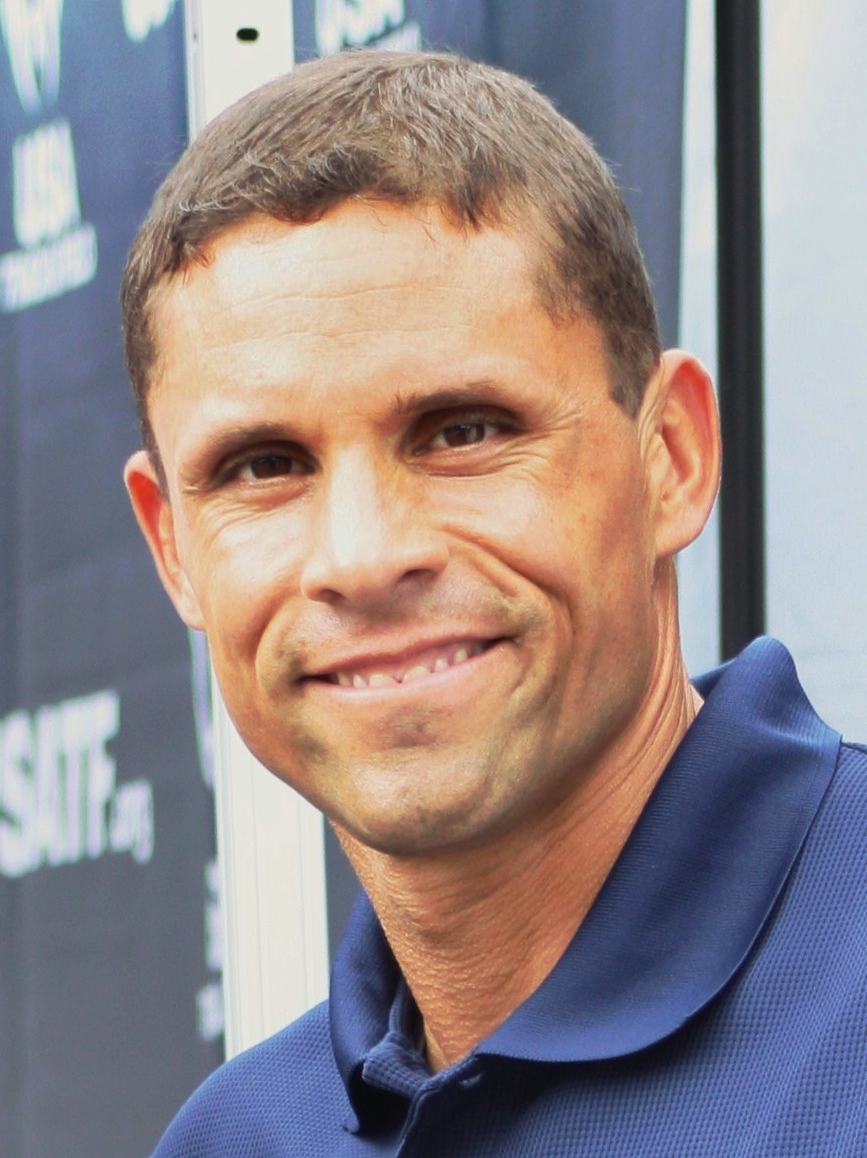
Dan O’Brien – König der Athleten von Tokio

| Platz | Athlet            | Land | Punkte  |
| ----- | ----------------- | ---- | ------- |
| 1     | Dan O’Brien       | USA  | 8812 CR |
| 2     | Mike Smith        | CAN  | 8549    |
| 3     | Christian Schenk  | GER  | 8394    |
| 4     | Robert Změlík     | TCH  | 8379    |
| 5     | Petri Keskitalo   | FIN  | 8318    |
| 6     | Simon Poelman     | NZL  | 8267    |
| 7     | Eduard Hämäläinen | URS  | 8233    |
| 8     | Antonio Peñalver  | ESP  | 8200    |

Datum: 29. und 30. August

## Resultate Frauen

### 100 m
| Platz | Athletin        | Land | Zeit (s) |
| ----- | --------------- | ---- | -------- |
| 1     | Katrin Krabbe   | GER  | 10,99    |
| 2     | Gwen Torrence   | USA  | 11,03    |
| 3     | Merlene Ottey   | JAM  | 11,06    |
| 4     | Irina Priwalowa | URS  | 11,16    |
| 5     | Evelyn Ashford  | USA  | 11,30    |
| 6     | Juliet Cuthbert | JAM  | 11,33    |
| 7     | Mary Onyali     | NGR  | 11,39    |
| 8     | Carlette Guidry | USA  | 11,52    |

Finale: 27. August, 18:20 Uhr
Wind: −3,0 m/s
In diesem Wettbewerb gab es einen Dopingfall:

Die sowjetische Läuferin Iryna Sljussar, die im Halbfinale ausgeschieden war, hatte Strychnin eingesetzt und wurde für drei Monate gesperrt. Ihr Resultat bei diesen Weltmeisterschaften wurde ihr aberkannt.
Im Viertelfinale hatte Merlene Ottey den bestehenden WM-Rekord bei einem Gegenwind von 0,1 Metern pro Sekunde um eine Hundertstelsekunde auf 10,89 s verbessert.

### 200 m
| Platz | Athletin            | Land | Zeit (s) |
| ----- | ------------------- | ---- | -------- |
| 1     | Katrin Krabbe       | GER  | 22,09    |
| 2     | Gwen Torrence       | USA  | 22,16    |
| 3     | Merlene Ottey       | JAM  | 22,21    |
| 4     | Irina Priwalowa     | URS  | 22,28    |
| 5     | Galina Maltschugina | URS  | 22,66    |
| 6     | Dannette Young      | USA  | 22,87    |
| 7     | Pauline Davis       | BAH  | 22,90    |
| 8     | Jelena Winogradowa  | URS  | 23,10    |

Finale: 30. August, 19:55 Uhr
Wind: −2,4 m/s

### 400 m
| Platz | Athletin           | Land | Zeit (s) |
| ----- | ------------------ | ---- | -------- |
| 1     | Marie-José Pérec   | FRA  | 49,13    |
| 2     | Grit Breuer        | GER  | 49,42    |
| 3     | Sandra Myers       | ESP  | 49,78    |
| 4     | Olha Bryshina      | URS  | 49,82    |
| 5     | Jearl Miles        | USA  | 50,50    |
| 6     | Ximena Restrepo    | COL  | 50,79    |
| 7     | Lillie Leatherwood | USA  | 51,53    |
| 8     | Diane Dixon        | USA  | 51,73    |

Finale: 27. August, 19:30 Uhr

### 800 m
| Platz | Athletin               | Land | Zeit (min) |
| ----- | ---------------------- | ---- | ---------- |
| 1     | Lilija Nurutdinowa     | URS  | 1:57,50    |
| 2     | Ana Fidelia Quirot     | CUB  | 1:57,55    |
| 3     | Ella Kovacs            | ROM  | 1:57,58    |
| 4     | Maria de Lurdes Mutola | MOZ  | 1:57,63    |
| 5     | Letitia Vriesde        | SUR  | 1:58,25 SR |
| 6     | Christine Wachtel      | GER  | 1:58,90    |
| 7     | Ann Williams           | GBR  | 2:01,01    |
| 8     | Swetlana Masterkowa    | URS  | 2:02,92    |

Finale: 26. August, 19:10 Uhr
In diesem Wettbewerb gab es einen Dopingfall:

Die US-Amerikanerin Delisa Walton-Floyd, die im Halbfinale ausgeschieden war, hatte mit Amphetaminen gedopt und erhielt eine vierjährige Sperre. Ihr Resultat bei diesen Weltmeisterschaften wurde annulliert.

### 1500 m
| Platz | Athletin             | Land | Zeit (min) |
| ----- | -------------------- | ---- | ---------- |
| 1     | Hassiba Boulmerka    | ALG  | 4:02,21    |
| 2     | Tetjana Samolenko    | URS  | 4:02,58    |
| 3     | Ljudmila Rogatschowa | URS  | 4:02,72    |
| 4     | Doina Melinte        | ROM  | 4:03,19    |
| 5     | Ellen Kießling       | GER  | 4:04,75    |
| 6     | Kirsty Wade          | GBR  | 4:05,16    |
| 7     | Susan Sirma          | KEN  | 4:05,47    |
| 8     | Małgorzata Rydz      | POL  | 4:05,52    |

Finale: 31. August, 19:00 Uhr

### 3000 m
| Platz | Athletin          | Land | Zeit (min) |
| ----- | ----------------- | ---- | ---------- |
| 1     | Tetjana Samolenko | URS  | 8:35,82    |
| 2     | Jelena Romanowa   | URS  | 8:36,06    |
| 3     | Susan Sirma       | KEN  | 8:39,41 AF |
| 4     | Päivi Tikkanen    | FIN  | 8:41,30    |
| 5     | Margareta Keszeg  | ROM  | 8:42,02    |
| 6     | Roberta Brunet    | ITA  | 8:42,64    |
| 7     | Judi St. Hilaire  | USA  | 8:44,02    |
| 8     | Annette Peters    | USA  | 8:44,02    |

Finale: 26. August, 19:25 Uhr

### 10.000 m
| Platz | Athletin           | Land | Zeit (min) |
| ----- | ------------------ | ---- | ---------- |
| 1     | Liz McColgan       | GBR  | 31:14,31   |
| 2     | Zhong Huandi       | CHN  | 31:35,08   |
| 3     | Wang Xiuting       | CHN  | 31:35,99   |
| 4     | Kathrin Ullrich    | GER  | 31:38,96   |
| 5     | Lynn Jennings      | USA  | 31:54,44   |
| 6     | Uta Pippig         | GER  | 31:55,68   |
| 7     | Ingrid Kristiansen | NOR  | 32:10,75   |
| 8     | Derartu Tulu       | ETH  | 32:16,55   |

Finale: 30. August, 19:05 Uhr

### Marathon
| Platz | Athletin              | Land | Zeit (h) |
| ----- | --------------------- | ---- | -------- |
| 1     | Wanda Panfil          | POL  | 2:29:53  |
| 2     | Sachiko Yamashita     | JPN  | 2:29:57  |
| 3     | Katrin Dörre          | GER  | 2:30:10  |
| 4     | Yūko Arimori          | JPN  | 2:31:08  |
| 5     | Maria Rebelo          | FRA  | 2:32:05  |
| 6     | Kamila Gradus         | POL  | 2:32,09  |
| 7     | Maria Manuela Machado | POR  | 2:32:33  |
| 8     | Ramilja Burangulowa   | URS  | 2:33:00  |

Datum: 25. August, 07:00 Uhr

### 100 m Hürden
| Platz | Athletin               | Land | Zeit (s) |
| ----- | ---------------------- | ---- | -------- |
| 1     | Ljudmila Naroschilenko | URS  | 12,59    |
| 2     | Gail Devers            | USA  | 12,63    |
| 3     | Natalija Hryhorjewa    | URS  | 12,69    |
| 4     | Monique Éwanjé-Épée    | FRA  | 12,84    |
| 5     | Julie Baumann          | SUI  | 12,88    |
| 6     | Florence Colle         | FRA  | 13,01    |
| 7     | Aliuska López          | CUB  | 13,06    |
| 8     | Kristin Patzwahl       | GER  | 13,07    |

Finale: 30. August, 17:50 Uhr
Wind: −1,7 m/s

### 400 m Hürden
| Platz | Athletin              | Land | Zeit (s) |
| ----- | --------------------- | ---- | -------- |
| 1     | Tazzjana Ljadouskaja  | URS  | 53,11 CR |
| 2     | Sally Gunnell         | GBR  | 53,16 NR |
| 3     | Janeene Vickers       | USA  | 53,47    |
| 4     | Sandra Farmer-Patrick | USA  | 53,95    |
| 5     | Kim Batten            | USA  | 53,98    |
| 6     | Anita Protti          | SUI  | 54,25    |
| 7     | Heike Meißner         | GER  | 55,26    |
| 8     | Margarita Ponomarjowa | URS  | 55,27    |

Finale: 29. August, 19:00 Uhr

### 4 × 100 m Staffel
| Platz | Land        | Athletinnen                                                                                                | Zeit (s) |
| ----- | ----------- | --- | -------- |
| 1     | Jamaika     | Dahlia Duhaney Juliet Cuthbert Beverly McDonald Merlene Ottey (Finale) im Vorlauf außerdem: Merlene Frazer | 41,94    |
| 2     | UdSSR       | Natalja Kowtun Galina Maltschugina Jelena Winogradowa Irina Priwalowa                                      | 42,20    |
| 3     | Deutschland | Grit Breuer Katrin Krabbe Sabine Richter Heike Drechsler                                                   | 42,33    |
| 4     | Nigeria     | Beatrice Utondu Rufina Ubah Christy Opara-Thompson Mary Onyali                                             | 42,77    |
| 5     | Frankreich  | Laurence Bily Maguy Nestoret Valérie Jean-Charles Marie-José Pérec                                         | 43,34    |
| 6     | Kuba        | Eusebia Riquelme Aliuska López Julia Duporty Liliana Allen                                                 | 43,75    |
| 7     | Italien     | Marisa Masullo Donatella Dal Bianco Daniela Ferrian Rossella Tarolo                                        | 43,76    |
| 8     | Australien  | Monique Dunstan Kathy Sambell Melissa Moore Kerry Johnson                                                  | 43,79    |

Finale: 1. September, 16:15 Uhr

### 4 × 400 m Staffel
| Platz | Land           | Athletinnen | Zeit (min) |
| ----- | -------------- | --- | ---------- |
| 1     | UdSSR          | Tazzjana Ljadouskaja (Finale) Ljudmyla Dschyhalowa Olga Nasarowa Olha Wladykina-Bryshina (Finale) im Vorlauf außerdem: Anna Tschuprina Tatjana Alexejewa | 3:18,43 CR |
| 2     | USA            | Rochelle Stevens Diane Dixon Jearl Miles (Finale) Lillie Leatherwood im Vorlauf außerdem: Natasha Kaiser                                                 | 3:20,15    |
| 3     | Deutschland    | Uta Rohländer Katrin Krabbe (Finale) Christine Wachtel Grit Breuer (Finale) im Vorlauf außerdem: Annett Hesselbarth Katrin Schreiter                     | 3:21,25    |
| 4     | Großbritannien | Lorraine Hanson Phylis Smith Sally Gunnell Linda Keough                                                                                                  | 3:22,01    |
| 5     | Nigeria        | Fatima Yusuf Mary Onyali (Finale) Airat Bakare Charity Opara im Vorlauf außerdem: Omotayo Akinremi                                                       | 3:24,45    |
| 6     | Kanada         | Rosey Edeh Karen Clarke Cheryl Allen Charmaine Crooks | 3:27,42    |
| 7     | Spanien        | Julia Merino Blanca Lacambra Sandra Myers Gregoria Ferrer (Finale) im Vorlauf außerdem: Esther Lahoz                                                     | 3:27,57    |
| 8     | Ungarn         | Edit Molnár Ágnes Kozáry Noémi Bátori Judit Forgács | 3:29,07    |

Finale: 1. September, 17:50 Uhr

### 10 km Gehen
| Platz | Athletin               | Land | Zeit (min) |
| ----- | ---------------------- | ---- | ---------- |
| 1     | Alina Iwanowa          | URS  | 42:57 CR   |
| 2     | Madelein Svensson      | SWE  | 43:13      |
| 3     | Sari Essayah           | FIN  | 43:13      |
| 4     | Irina Strachowa        | URS  | 43:40      |
| 5     | Kerry Saxby            | AUS  | 44:02      |
| 6     | María Graciela Mendoza | MEX  | 44:03      |
| 7     | Ileana Salvador        | ITA  | 44:09      |
| 8     | Chen Yueling           | CHN  | 44:11      |

Datum: 24. August, 10:25 Uhr

### Hochsprung
| Platz | Athletin           | Land | Höhe (m) |
| ----- | ------------------ | ---- | -------- |
| 1     | Heike Henkel       | GER  | 2,05 DR  |
| 2     | Jelena Jelesina    | URS  | 1,98     |
| 3     | Inha Babakowa      | URS  | 1,96     |
| 4     | Beata Hołub        | POL  | 1,96     |
| 5     | Birgit Kähler      | GER  | 1,93     |
| 6     | Stefka Kostadinowa | BUL  | 1,93     |
| 7     | Tamara Bykowa      | URS  | 1,93     |
| 8     | Judit Kovács       | HUN  | 1,90     |

Finale: 31. August, 16:00 Uhr

### Weitsprung
| Platz | Athletin             | Land | Weite (m) |
| ----- | -------------------- | ---- | --------- |
| 1     | Jackie Joyner-Kersee | USA  | 7,32      |
| 2     | Heike Drechsler      | GER  | 7,29      |
| 3     | Laryssa Bereschna    | URS  | 7,11      |
| 4     | Jelena Sintschukowa  | URS  | 7,04      |
| 5     | Susen Tiedtke        | GER  | 6,77      |
| 6     | Marieta Ilcu         | ROM  | 6,72      |
| 7     | Ljudmila Ninova      | AUT  | 6,72      |
| 8     | Jelena Belewskaja    | URS  | 6,69      |

Finale: 25. August, 18:30 Uhr

### Kugelstoßen
| Platz | Athletin            | Land | Weite (m) |
| ----- | ------------------- | ---- | --------- |
| 1     | Huang Zhihong       | CHN  | 20,83     |
| 2     | Natalja Lissowskaja | URS  | 20,29     |
| 3     | Swetlana Kriweljowa | URS  | 20,16     |
| 4     | Claudia Losch       | GER  | 19,74     |
| 5     | Zhou Tianhua        | CHN  | 19,64     |
| 6     | Stephanie Storp     | GER  | 19,50     |
| 7     | Marina Antonjuk     | URS  | 19,12     |
| 8     | Kathrin Neimke      | GER  | 18,83     |

Finale: 24. August, 17:40 Uhr

### Diskuswurf
| Platz | Athletin               | Land | Weite (m) |
| ----- | ---------------------- | ---- | --------- |
| 1     | Zwetanka Christowa     | BUL  | 71,02     |
| 2     | Ilke Wyludda           | GER  | 69,12     |
| 3     | Laryssa Mychaltschenko | URS  | 68,26     |
| 4     | Martina Hellmann       | GER  | 67,14     |
| 5     | Daniela Costian        | AUS  | 66,06 OZ  |
| 6     | Min Chunfeng           | CHN  | 65,56     |
| 7     | Iryna Jattschanka      | URS  | 64,92     |
| 8     | Zhao Yonghua           | CHN  | 63,62     |

Finale: 31. August, 18:10 Uhr

### Speerwurf
| Platz | Athletin              | Land | Weite (m) |
| ----- | --------------------- | ---- | --------- |
| 1     | Xu Demei              | CHN  | 68,78     |
| 2     | Petra Meier           | GER  | 68,68     |
| 3     | Silke Renk            | GER  | 66,80     |
| 4     | Natalja Tschernijenko | URS  | 65,22     |
| 5     | Trine Hattestad       | NOR  | 63,36     |
| 6     | Louise McPaul         | AUS  | 63,34     |
| 7     | Dulce García          | CUB  | 62,68     |
| 8     | Päivi Alafrantti      | FIN  | 62,26     |

Finale: 1. September, 16:00 Uhr

### Siebenkampf
| Platz | Athletin             | Land | Punkte  |
| ----- | -------------------- | ---- | ------- |
| 1     | Sabine Braun         | GER  | 6672    |
| 2     | Liliana Năstase      | ROM  | 6493    |
| 3     | Irina Belowa         | URS  | 6448    |
| 4     | Satu Ruotsalainen    | FIN  | 6404    |
| 5     | Yasmina Azzizi       | ALG  | 6392 AF |
| 6     | Urszula Włodarczyk   | POL  | 6391    |
| 7     | Peggy Beer           | GER  | 6380    |
| 8     | Tatjana Schurawljowa | URS  | 6370    |

Datum: 26. und 27. August